# Marca Légende
 (mai 2022).
La mise en forme du texte ne suit pas les recommandations de Wikipédia : il faut le « wikifier ».
Les points d'amélioration suivants sont les cas les plus fréquents. Le détail des points à revoir est peut-être précisé sur la page de discussion.
- Les titres sont pré-formatés par le logiciel. Ils ne sont ni en capitales, ni en gras.
- Le texte ne doit pas être écrit en capitales (les noms de famille non plus), ni en gras, ni en italique, ni en « petit »…
- Le gras n'est utilisé que pour surligner le titre de l'article dans l'introduction, une seule fois.
- L'italique est rarement utilisé : mots en langue étrangère, titres d'œuvres, noms de bateaux, etc.
- Les citations ne sont pas en italique mais en corps de texte normal. Elles sont entourées par des guillemets français : « et ».
- Les listes à puces sont à éviter, des paragraphes rédigés étant largement préférés. Les tableaux sont à réserver à la présentation de données structurées (résultats, etc.).
- Les appels de note de bas de page (petits chiffres en exposant, introduits par l'outil «  Source ») sont à placer entre la fin de phrase et le point final[comme ça].
- Les liens internes (vers d'autres articles de Wikipédia) sont à choisir avec parcimonie. Créez des liens vers des articles approfondissant le sujet. Les termes génériques sans rapport avec le sujet sont à éviter, ainsi que les répétitions de liens vers un même terme.
- Les liens externes sont à placer uniquement dans une section « Liens externes », à la fin de l'article. Ces liens sont à choisir avec parcimonie suivant les règles définies. Si un lien sert de source à l'article, son insertion dans le texte est à faire par les notes de bas de page.
- La présentation des références doit suivre les conventions bibliographiques. Il est recommandé d'utiliser les modèles {{Ouvrage}}, {{Chapitre}}, {{Article}}, {{Lien web}} et/ou {{Bibliographie}}. Le mode d'édition visuel peut mettre en forme automatiquement les références.
- Insérer une infobox (cadre d'informations à droite) n'est pas obligatoire pour parachever la mise en page.

Pour une aide détaillée, merci de consulter Aide:Wikification.
Si vous pensez que ces points ont été résolus, vous pouvez retirer ce bandeau et améliorer la mise en forme d'un autre article.
Marca Légende est un prix décerné par le journal sportif espagnol Marca aux meilleurs professionnels du sport de l'histoire. 
Depuis sa création en 1997, 69 personnes ont reçu ce prix.

## Palmarès
| Date              | Vainqueur                   | Sport                          |
| ----------------- | --------------------------- | ------------------------------ |
| 1 Juin 2023       | Karim Benzema               | Football                       |
| 18 Mai 2022       | Luka Modric                 | Football                       |
| 29 Juillet 2019   | Cristiano Ronaldo           | Football                       |
| 7 Mars 2019       | Javier Fernández            | Patinage artistique            |
| 14 Décembre 2018  | Juan Carlos Navarro         | Basketball                     |
| 8 Novembre 2018   | Bob Beamon                  | Athlétisme                     |
| 4 Avril 2018      | Hugo Sánchez                | Football                       |
| 11 Décembre 2017  | Marc Márquez                | Sport motocycliste             |
| 15 Décembre 2016  | Luis Suárez                 | Football                       |
| 1 Mai 2016        | Novak Djokovic              | Tennis                         |
| 2 Décembre 2015   | Xavi                        | Football                       |
| 9 Septembre 2014  | Javier Gomez                | Triathlon                      |
| 2 Juin 2012       | Fernando Torres             | Football                       |
| 14 Mars 2012      | Franz Beckenbauer           | Football                       |
| 10 Novembre 2011  | Fernando Hierro             | Football                       |
| 8 Août 2011       | Andrés Iniesta              | Football                       |
| 14 Avril 2011     | Fabio Capello               | Football                       |
| 1 Avril 2011      | Ronaldo                     | Football                       |
| 16 Décembre 2010  | David Stern                 | Basket-ball                    |
| 28 Novembre 2010  | Fernando Alonso             | Compétition automobile         |
| 2 Juin 2010       | Kareem Abdul-Jabbar         | Basketball                     |
| 27 Mai 2010       | Edurne Pasaban              | Alpinisme                      |
| 16 Mars 2010      | Muhammad Ali                | Boxe                           |
| 16 Novembre 2009  | Paolo Maldini               | Football                       |
| 19 Octobre 2009   | Kaká                        | Football                       |
| 27 Septembre 2009 | Luca Cordero di Montezemolo | Compétition automobile         |
| 31 Août 2009      | Usain Bolt                  | Athlétisme                     |
| 30 Juin 2009      | Federico Martín Bahamontes  | Cyclisme sur route             |
| 29 Avril 2009     | Lionel Messi                | Football                       |
| 3 Mars 2009       | Raúl González               | Football                       |
| 15 Décembre 2008  | Rafael Nadal                | Tennis                         |
| 15 Décembre 2008  | Juan Carlos I               | Autres                         |
| 24 Octobre 2008   | Valentino Rossi             | Sport motocycliste             |
| 20 Août 2008      | Michael Phelps              | Natation sportive              |
| 1 Juillet 2008    | Luis Aragonés               | Football                       |
| 30 Janvier 2008   | Zinedine Zidane             | Football                       |
| 5 Décembre 2007   | Francisco Gento             | Football                       |
| 18 Octobre 2007   | Roger Federer               | Tennis                         |
| 25 Septembre 2006 | Pau Gasol                   | Basket-ball                    |
| 7 Juillet 2005    | John McEnroe                | Tennis                         |
| 6 Mars 2005       | Sergey Bubka                | Athlétisme                     |
| 28 Janvier 2005   | Haile Gebrselassie          | Athlétisme                     |
| 25 Novembre 2004  | Manolo Santana              | Tennis                         |
| 18 Octobre 2004   | Andre Agassi                | Tennis                         |
| 22 Mai 2002       | Daijiro Kato                | Sport motocycliste             |
| 2 Avril 2002      | Mark Spitz                  | Natation sportive              |
| 6 Janvier 2002    | Magic Johnson               | Basket-ball                    |
| 4 Juin 2001       | Juanito Oiarzabal           | Alpinisme                      |
| 1 Mars 2001       | Michael Schumacher          | Compétition automobile         |
| 26 Juillet 2000   | Eddy Merckx                 | Cyclisme sur route             |
| 7 Mai 2000        | Niki Lauda                  | Compétition automobile         |
| 26 Décembre 1999  | Carl Lewis                  | Athlétisme                     |
| 11 Novembre 1999  | Ángel Nieto                 | Sport motocycliste             |
| 5 Octobre 1999    | Alfredo Di Stéfano          | Football                       |
| 1 Octobre 1999    | Diego Armando Maradona      | Football                       |
| 21 Septembre 1999 | Juan Antonio Samaranch      | Comité international olympique |
| 21 Juin 1999      | Johan Cruyff                | Football                       |
| 11 Janvier 1999   | Seve Ballesteros            | Golf                           |
| 27 Novembre 1998  | Pete Sampras                | Tennis                         |
| 20 Juillet 1998   | Arantxa Sánchez Vicario     | Tennis                         |
| 17 Juin 1998      | Alberto Tomba               | Ski alpin                      |
| 28 Mars 1998      | Carlos Sainz                | Compétition automobile         |
| 23 Mars 1998      | Nadia Comăneci              | Gymnastique artistique         |
| 22 Janvier 1998   | Manel Estiarte              | Water-polo                     |
| 18 Décembre 1997  | Garry Kasparov              | Échecs                         |
| 11 Décembre 1997  | Miguel Indurain             | Cyclisme sur route             |
| 27 Novembre 1997  | Michael Doohan              | Sport motocycliste             |
| 15 Novembre 1997  | Pelé                        | Football                       |
| 16 Octobre 1997   | Michael Jordan              | Basket-ball                    |